# 台中建國市場

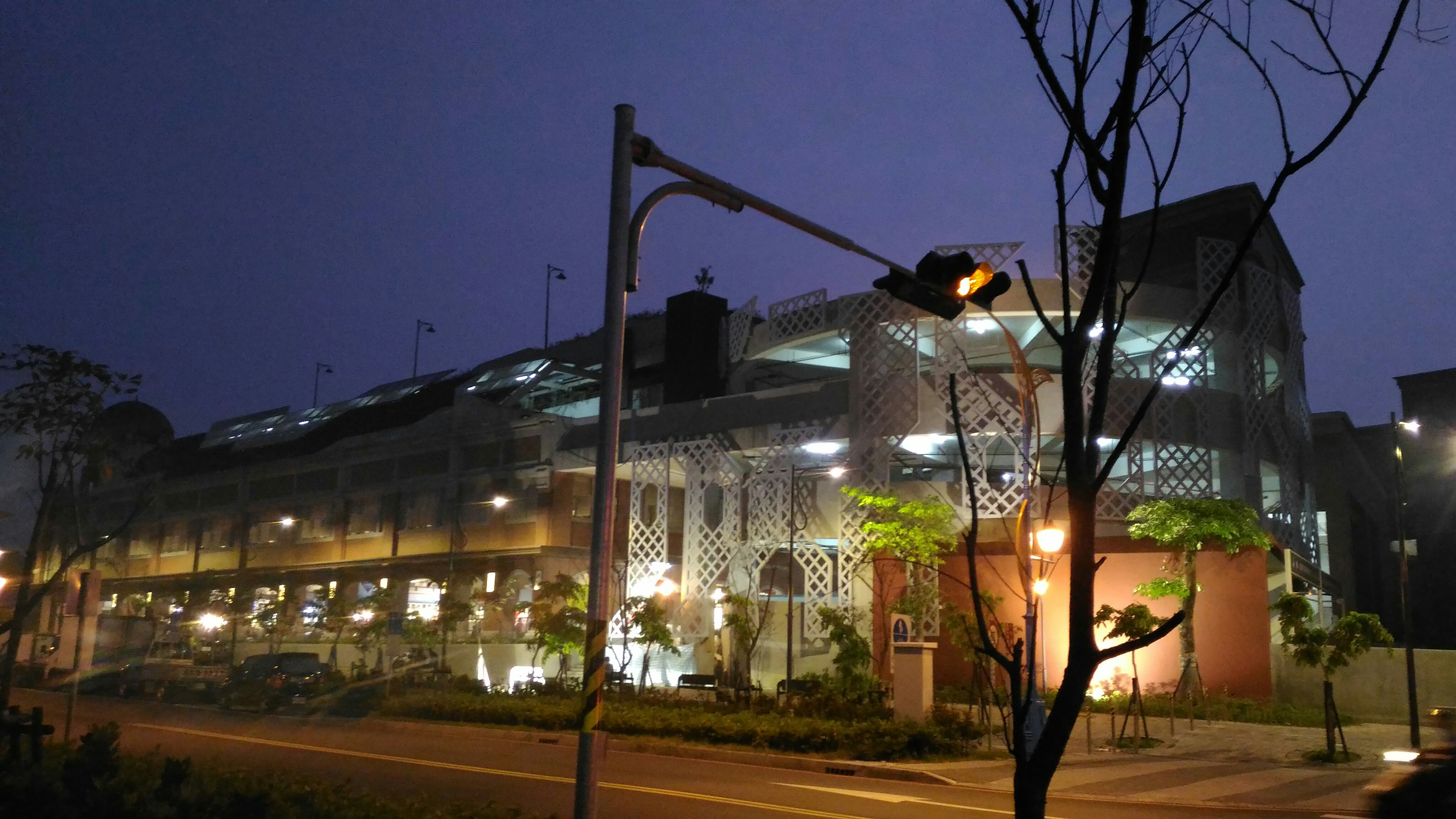
建國市場的清晨

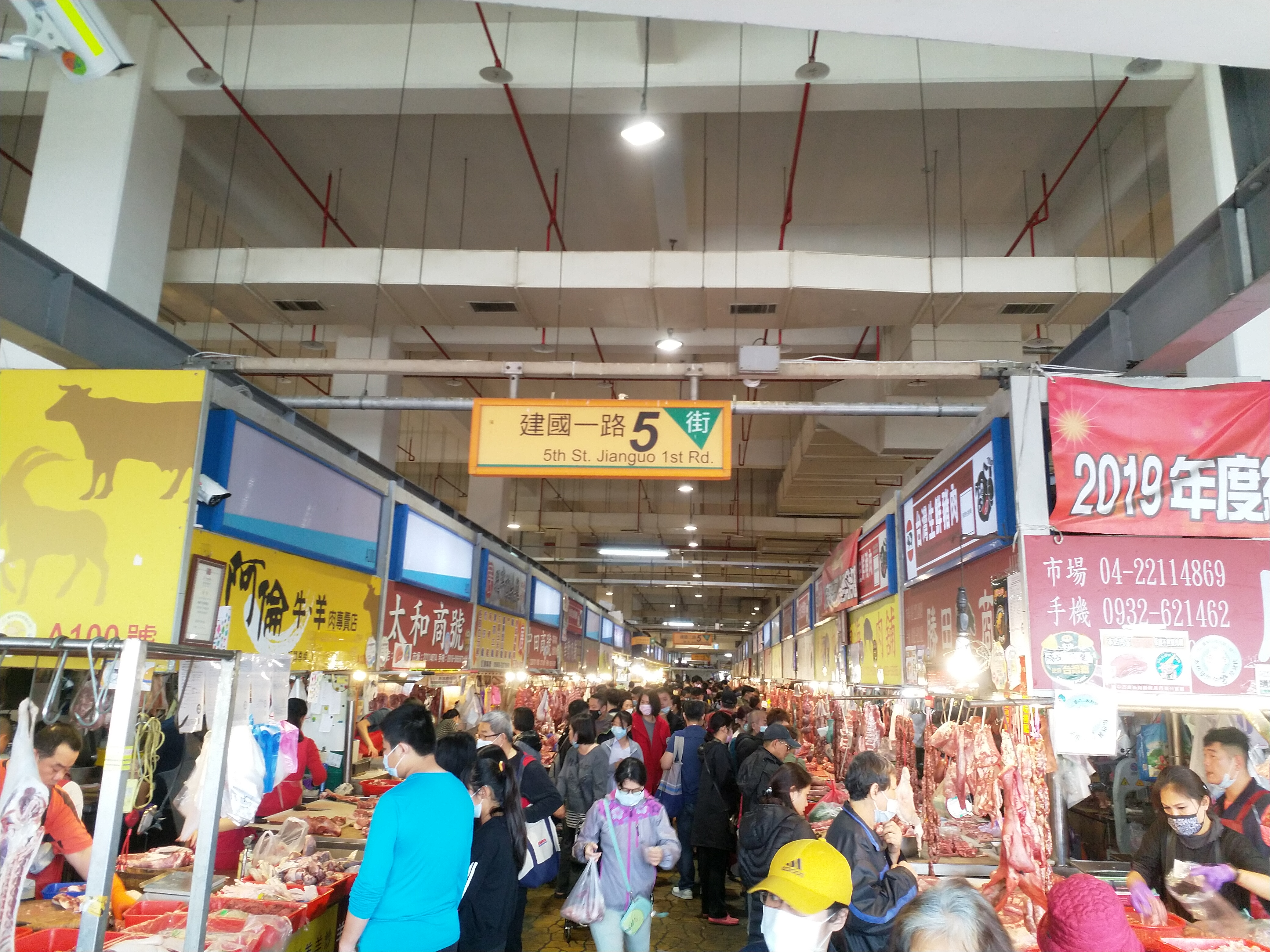
2021年農曆新年前的建國市場內部

臺中市公有建國零售市場（簡稱臺中建國市場）是位於台灣臺中市東區建成路、忠孝路、進德路與振興路口的新型傳統市場。成立於1972年，2016年遷至現址。

## 歷史
1969年動工，1972年落成啟用。
1999年921地震後主建築被判定半倒，但承租業者均不願遷址；2樓內部整修遷至建國臨時市場營運。
2012年，配合臺中都會區鐵路高架捷運化計畫的鐵路高架化與台中車站特定區都更計畫，將遷建到建成路與忠孝路口（原台糖購物中心專用區，台中糖廠廠區）的市場用地，面積約2.23公頃。
2013年2月，位於東區的新建國市場開始動工。
2016年9月20日，新建國市場正式啟用。舊建國市場則於2016年10月開始拆除。

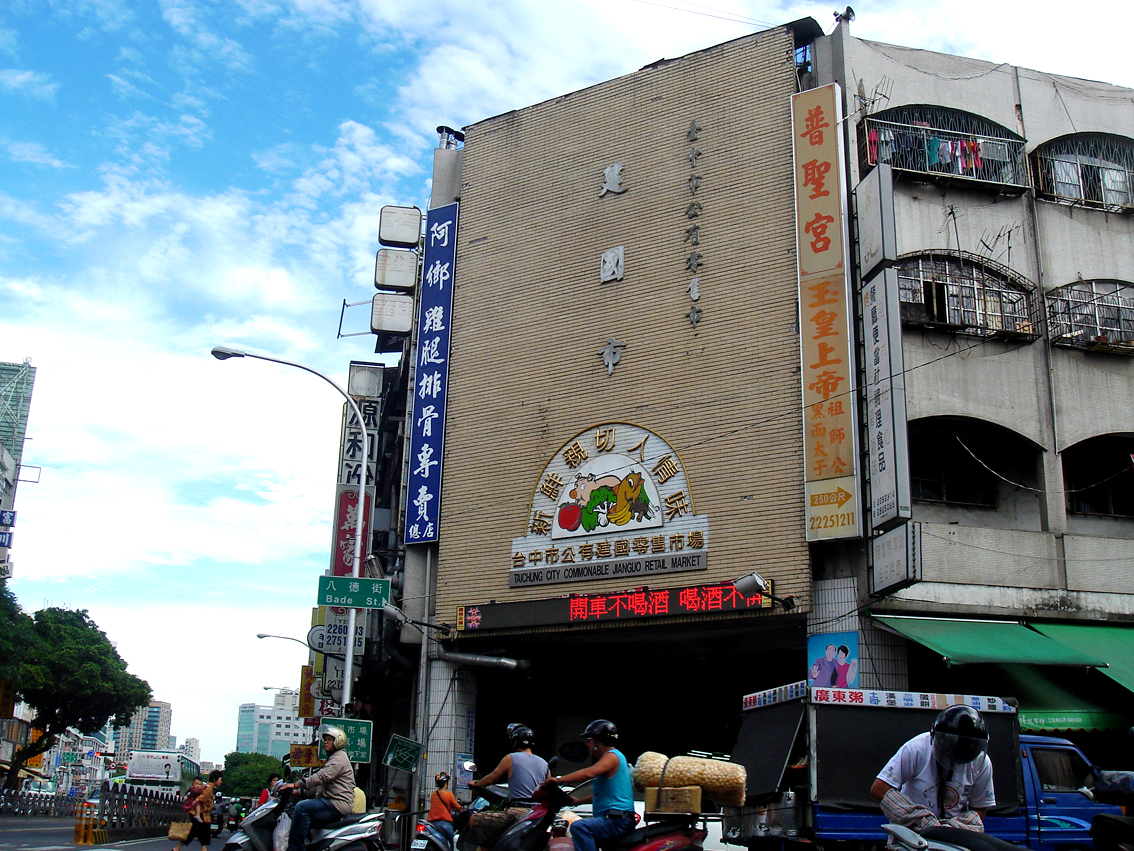
舊建國市場建國路口，2010年攝
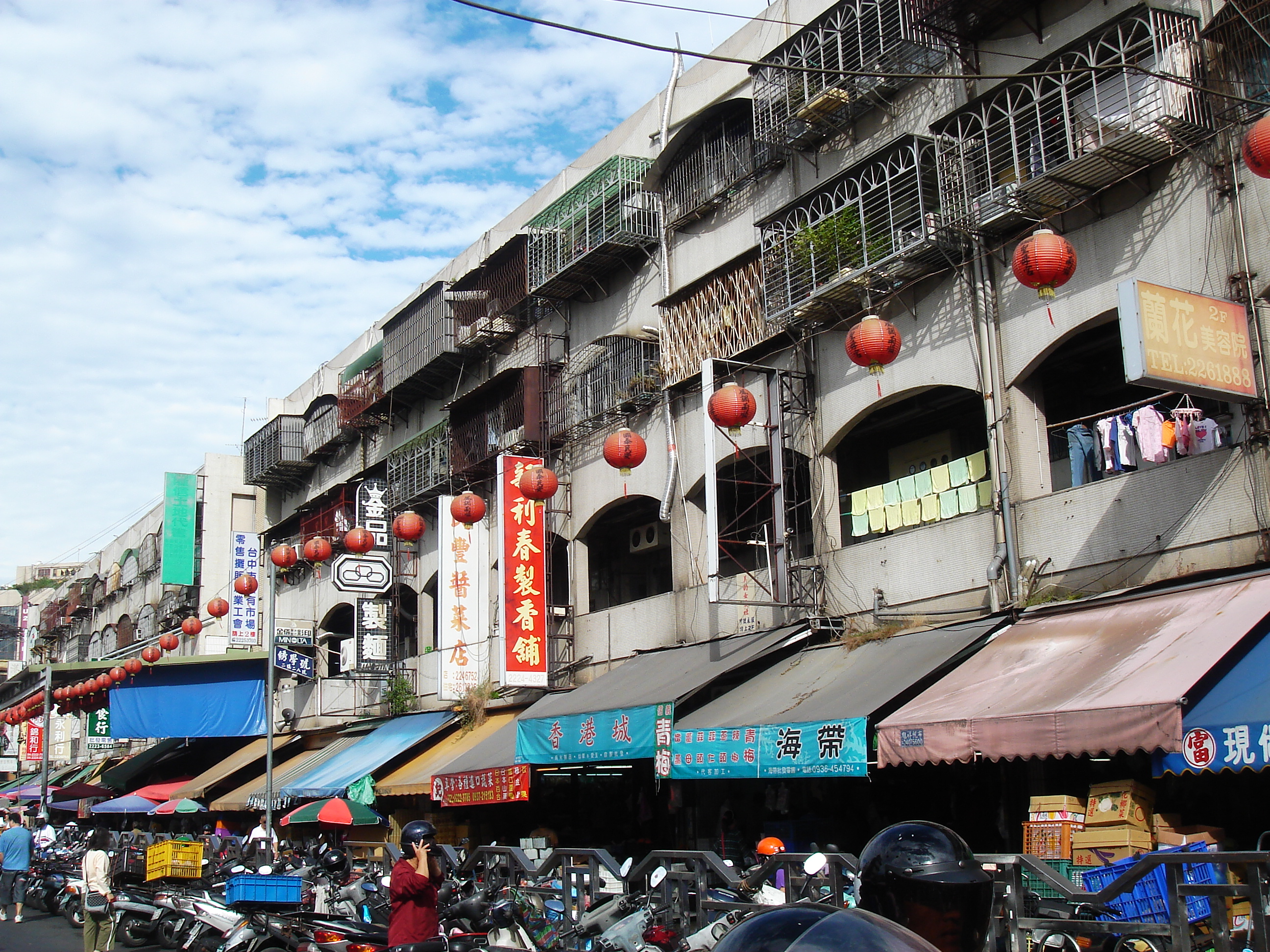
舊建國市場八德街景
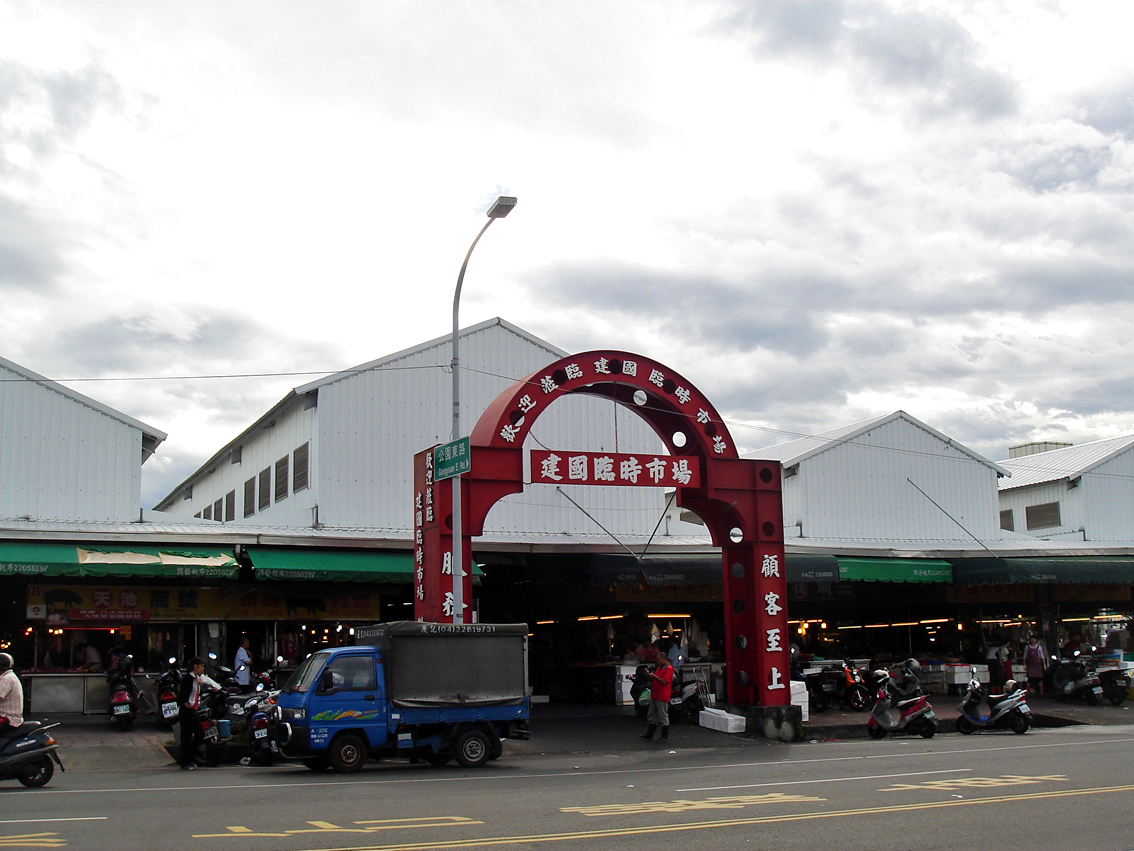
建國臨時市場
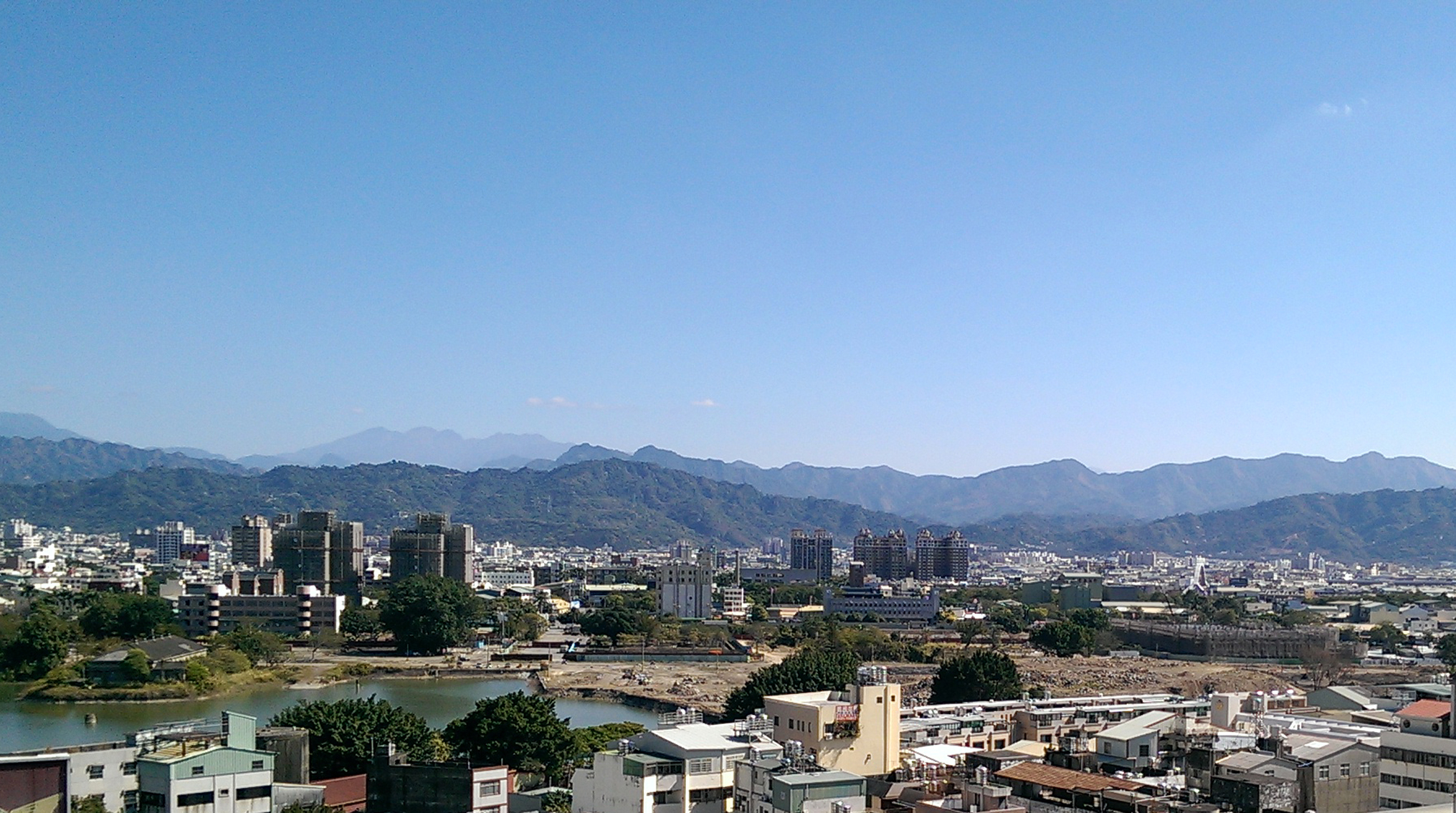
臺中糖廠區段徵收，左側為臺中糖廠房，右為建國市場新建工程
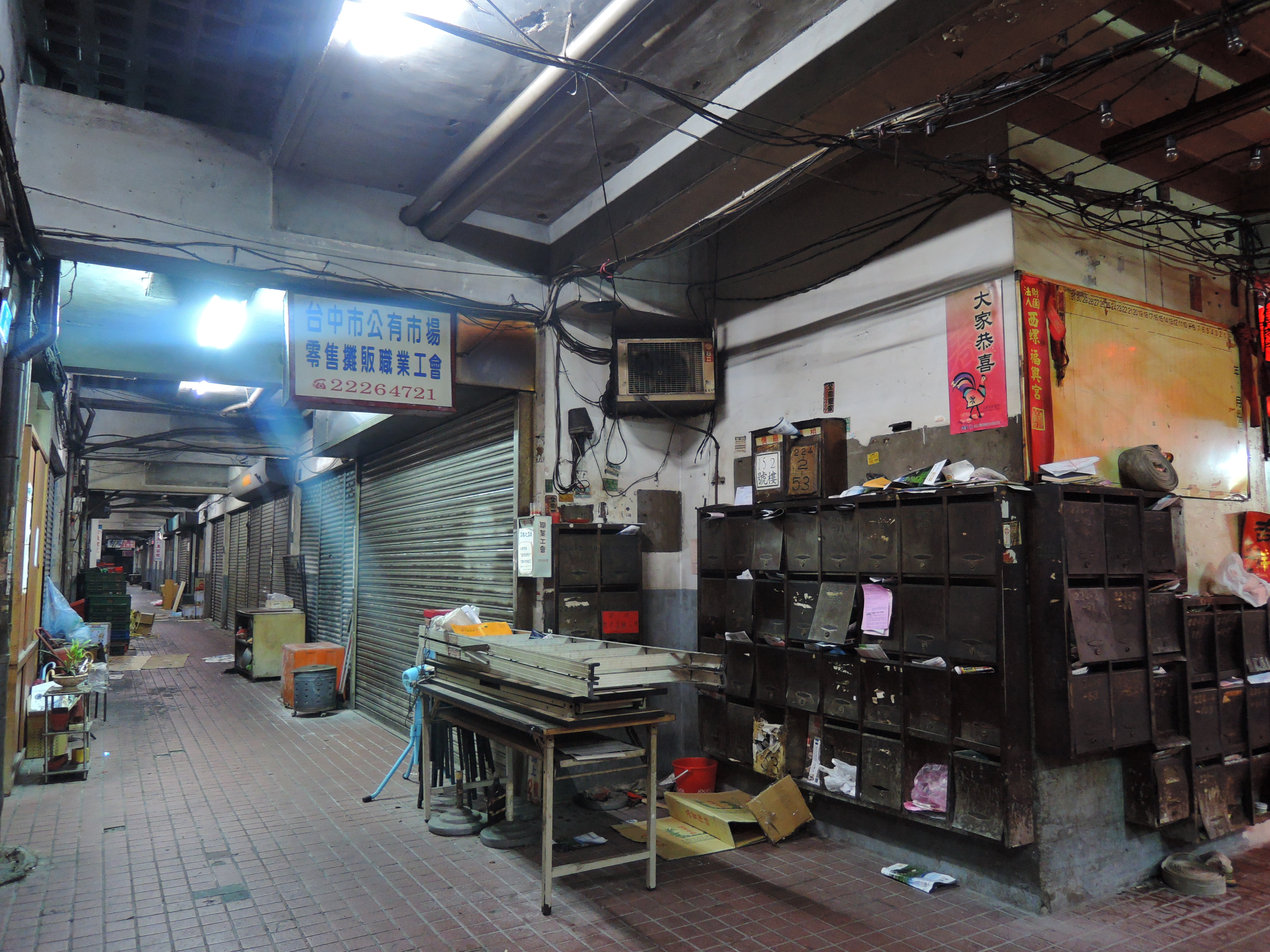
第一代的建國市場內貌（2016年）
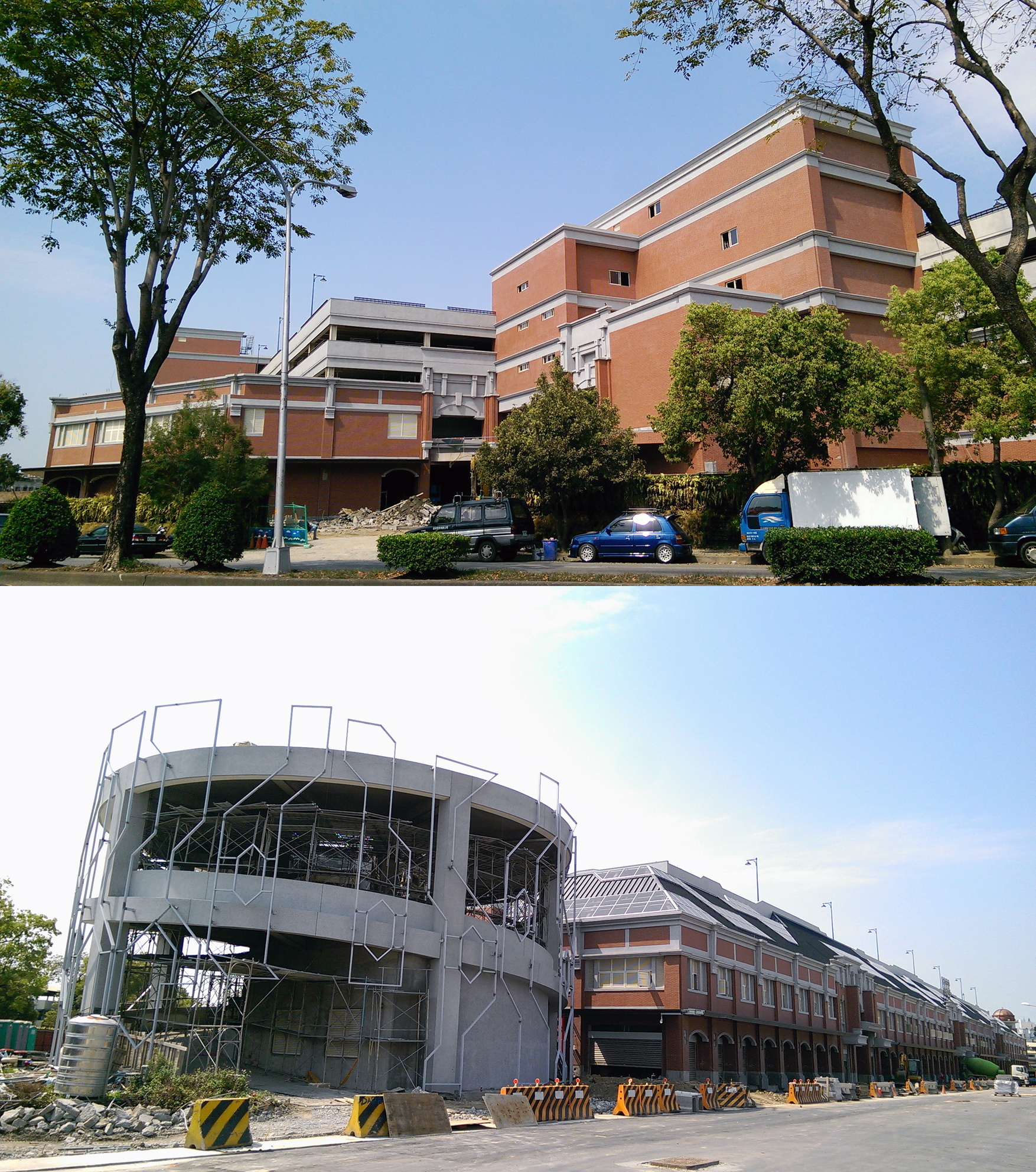
位於臺中糖廠區段徵收開發案裡的新建國市場2015年3月工程情況

## 交通
臺中市市區公車
- 新建國市場（原大東紡織）：51、89、280、286、289

- 新建國市場（1號門）：56、281、281延、281副、700

- 新建國市場（進德路）（原3號門）：56、242、285、285副

- 新建國市場（6號門）：19、20、56、242、281、323、700、958

- 新建國市場（8號門）（原建成東光園路口）：19、20、56、242、281延、958

- 建成大振街口：19、20、51、56、89、280、281、281延、281副、286、289、323、700、958

## 舊建國市場
原位於建國路、八德街口（台中車站旁），市場內約有700多個攤商，加上建國臨時市場與周邊衍生市集，約莫有近2,000個攤位聚集，市場規模為當時中台灣最大的。也是全國最大公有零售市場，市場內有設置聖母宮（主祀天上聖母）與普聖宮（主祀普庵祖師、慚愧祖師、清水祖師）。
- 主建築：地址為臺中市東區干城建國路224號，是一棟4層樓建築，地下室1,400坪做停車場使用（有86位停車位與機車停車位），店面20間、1樓固定攤位250攤、2樓固定攤位183攤（內部整修遷至干城臨時市場），3-4樓住宅用各90間。主要販賣各類南北雜貨、肉品、海鮮、果菜類。
- 五金街：位於建國市場主建築旁的巷弄內，各類中小型農機、機械五金用品。
- 週邊市集：範圍擴及建國路、新民街、八德街、武德街、南京路與復興陸橋下。主要販賣各類熟食、肉品、海鮮、果菜類。
- 建國臨時市場：位於干城重劃區內（復興路五段與公園東路口）。主要販賣各類肉品、海鮮類。

## 其他
- 跳蚤市場：位於臨時市場旁。
- 建國零售市場自治會：依規按時改選會長及幹部，市場組織運作正常。

## 外部連結
- 台中建國市場 （页面存档备份，存于）
- 台中建國市場的Facebook專頁